# Seznam odebraných olympijských medailí

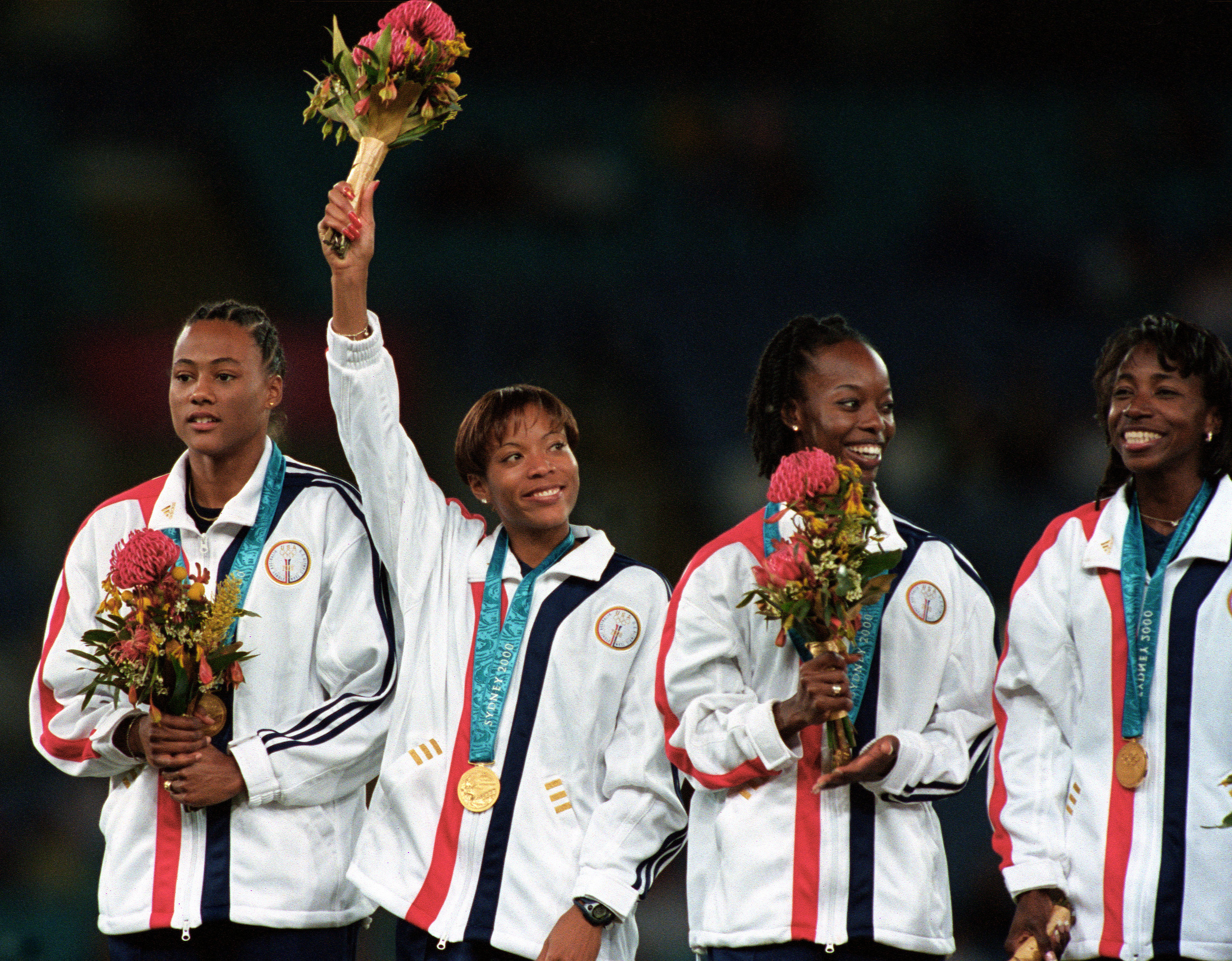
Štafeta USA 4 × 400 m na Letních olympijských hrách 2000

Seznam odebraných olympijských medailí (anglicky List of stripped Olympic medals) je seznam sportovců, kterým Mezinárodní olympijský výbor z různých důvodů odebral medaile vybojované na olympijských hrách.

## Důvody odebrání olympijské medaile
Nejčastějším případem, kdy došlo k odebrání medaile, je prokázaný doping. Ale jsou i jiné důvody. Američan Jim Thorpe přišel o své dvě zlaté medaile, které získal na Letních olympijských hrách 1912, protože byl profesionálním sportovcem (později byly jeho rodině navráceny).
Ibragim Samadov přišel o bronzovou medaili z Letních olympijských her 1992, protože ji hodil na zem. Z podobného důvodu přišel o bronzovou medaili také Ara Abrahamian na Letních olympijských hrách 2008. Nejvíce olympijských medailí bylo odebráno ve vzpírání. Jde-li o soutěž týmů (štafetový běh, družstvo cyklistů, apod.), odeberou se v případě porušení pravidel ze strany jednoho člena týmu medaile celému družstvu.

## Seznam odebraných olympijských medailí na LOH
| Olympiáda                 | Sportovec              | Stát             | Medaile          | Disciplína                                 | Odkaz |
| ------------------------- | ---------------------- | ---------------- | ---------------- | ------------------------------------------ | --- |
| Letní olympijské hry 1968 | Hans-Gunnar Liljenwall | Švédsko          | Bronzová medaile | Moderní pětiboj (družstvo)                 | |
| Letní olympijské hry 1972 | Bachávágín Bujadá      | Mongolsko        | Stříbrná medaile | Judo (lehká váha)                          | |
| Letní olympijské hry 1972 | Jaime Huelamo          | Španělsko        | Bronzová medaile | Cyklistika (individuální silniční závod)   | [nedostupný zdroj]                                                                                          |
| Letní olympijské hry 1972 | Aad van den Hoek       | Nizozemsko       | Bronzová medaile | Cyklistika (časovka družstev)              | |
| Letní olympijské hry 1972 | Rick DeMont            | USA              | Zlatá medaile    | Plavání (400m volný styl)                  | |
| Letní olympijské hry 1976 | Blagoj Blagoev         | Bulharsko        | Stříbrná medaile | Vzpírání (kat. 82,5 kg)                    | |
| Letní olympijské hry 1976 | Zbigniew Kaczmarek     | Polsko           | Zlatá medaile    | Vzpírání (kat. 67,5 kg)                    | |
| Letní olympijské hry 1976 | Valentin Christov      | Bulharsko        | Zlatá medaile    | Vzpírání (kat. 100 kg)                     | |
| Letní olympijské hry 1984 | Thomas Johansson       | Švédsko          | Stříbrná medaile | Zápas (řecko-římský styl, supertěžká váha) | |
| Letní olympijské hry 1984 | Martti Vainio          | Finsko           | Stříbrná medaile | Běh na 10 000 metrů                        | |
| Letní olympijské hry 1988 | Mitko Grablev          | Bulharsko        | Zlatá medaile    | Vzpírání (kat. 56 kg)                      | Archivováno 7. 4. 2008 na Wayback Machine.                                                                  |
| Letní olympijské hry 1988 | Angel Genčev           | Bulharsko        | Zlatá medaile    | Vzpírání (kat. 67,5 kg)                    | Archivováno 7. 4. 2008 na Wayback Machine.                                                                  |
| Letní olympijské hry 1988 | Ben Johnson            | Kanada           | Zlatá medaile    | Běh na 100 metrů                           | |
| Letní olympijské hry 1988 | Andor Szanyi           | Maďarsko         | Zlatá medaile    | Vzpírání (kat. 100 kg)                     | |
| Letní olympijské hry 1992 | Ibragim Samadov        | Olympijské kruhy | Bronzová medaile | Vzpírání (kat. 82,5 kg)                    | |
| Letní olympijské hry 2000 | Ashot Danieljan        | Arménie          | Bronzová medaile | Vzpírání (105 kg)                          | Archivováno 22. 6. 2001 na Wayback Machine.                                                                 |
| Letní olympijské hry 2000 | Izabela Dragnevová     | Bulharsko        | Zlatá medaile    | Vzpírání (kat. 48 kg)                      | |
| Letní olympijské hry 2000 | Ivan Ivanov            | Bulharsko        | Stříbrná medaile | Vzpírání (kat. 56 kg)                      | |
| Letní olympijské hry 2000 | Marion Jonesová        | USA              | Zlatá medaile    | Běh na 100 metrů                           | [ 1 ] |
| Letní olympijské hry 2000 | Marion Jonesová        | USA              | Zlatá medaile    | Běh na 200 metrů                           | [ 1 ] |
| Letní olympijské hry 2000 | Marion Jonesová        | USA              | Bronzová medaile | Skok daleký                                | [ 1 ] |
| Letní olympijské hry 2000 | Alexander Leipold      | Německo          | Zlatá medaile    | Vzpírání (kat. 76 kg)                      | |
| Letní olympijské hry 2000 | Sevdalin Minčev        | Bulharsko        | Bronzová medaile | Vzpírání (kat. 62 kg)                      | |
| Letní olympijské hry 2000 | Andreea Răducanová     | Rumunsko         | Zlatá medaile    | Gymnastika                                 | |
| Letní olympijské hry 2000 | Marion Jonesová        | USA              | Bronzová medaile | Atletika (štafetový běh na 4 × 100 m)      | [ 2 ] |
| Letní olympijské hry 2000 | Marion Jonesová        | USA              | Zlatá medaile    | Atletika (štafetový běh na 4 × 400 m)      | [ 2 ] |
| Letní olympijské hry 2000 | Antonio Pettigrew      | USA              | Zlatá medaile    | Atletika (štafetový běh na 4 × 400 m)      | |
| Letní olympijské hry 2000 | Dong Fangxiao          | Čína             | Bronzová medaile | Gymnastika                                 | |
| Letní olympijské hry 2004 | Adrián Annus           | Maďarsko         | Zlatá medaile    | Hod kladivem                               | |
| Letní olympijské hry 2004 | Róbert Fazekas         | Maďarsko         | Zlatá medaile    | Hod diskem                                 | |
| Letní olympijské hry 2004 | Ferenc Gyurkovics      | Maďarsko         | Stříbrná medaile | Vzpírání (kat. 105 kg)                     | |
| Letní olympijské hry 2004 | Crystal Cox            | USA              | Zlatá medaile    | Atletika (štafetový běh na 4 × 400 m)      | |
| Letní olympijské hry 2004 | Irina Koržaněnková     | Rusko            | Zlatá medaile    | Vrh koulí                                  | |
| Letní olympijské hry 2004 | Cian O'Connor          | Irsko            | Zlatá medaile    | Parkurové skákání                          | |
| Letní olympijské hry 2004 | Leonidas Sampanis      | Řecko            | Bronzová medaile | Vzpírání (kat. 62 kg)                      | |
| Letní olympijské hry 2004 | Ludger Beerbaum        | Německo          | Zlatá medaile    | Parkurové skákání (družstva)               | |
| Letní olympijské hry 2004 | Olena Olefirenko       | Ukrajina         | Bronzová medaile | Veslování (párová čtyřka)                  | |
| Letní olympijské hry 2008 | Ara Abrahamian         | Švédsko          | Bronzová medaile | Zápas (řecko-římský styl, kat. 84 kg)      | |
| Letní olympijské hry 2008 | Jong Su Kim            | Severní Korea    | Bronzová medaile | Střelba (vzduchová pistole na 10 m)        | Archivováno 20. 8. 2008 na Wayback Machine.                                                                 |
| Letní olympijské hry 2008 | Jong Su Kim            | Severní Korea    | Stříbrná medaile | Střelba (vzduchová pistole na 50 m)        | Archivováno 20. 8. 2008 na Wayback Machine.                                                                 |
| Letní olympijské hry 2008 | Ludmila Blonská        | Ukrajina         | Stříbrná medaile | Atletika (sedmiboj)                        | |
| Letní olympijské hry 2008 | Tony André Hansen      | Norsko           | Bronzová medaile | Parkurové skákání (družstva)               | [nedostupný zdroj]                                                                                          |
| Letní olympijské hry 2008 | Rašíd Ramzí            | Bahrajn          | Zlatá medaile    | Běh na 1500 metrů                          | [ 3 ] |
| Letní olympijské hry 2012 | Nadzeja Astapčuková    | Bělorusko        | Zlatá medaile    | Atletika (vrh koulí)                       | http://www.ceskatelevize.cz/loh/sporty/191910-koularka-ostapcukova-prisla-kvuli-dopingu-o-olympijske-%5B%5D |

## Seznam odebraných olympijských medailí na ZOH
| Olympiáda                 | Sportovec         | Stát      | Medaile          | Disciplína                         | Odkaz |
| ------------------------- | ----------------- | --------- | ---------------- | ---------------------------------- | ----- |
| Zimní olympijské hry 2002 | Alain Baxter      | Británie  | Bronzová medaile | Lyžování (obří slalom)             |       |
| Zimní olympijské hry 2002 | Olga Danilovová   | Rusko     | Zlatá medaile    | Běh na lyžích (2 × 5 km)           |       |
| Zimní olympijské hry 2002 | Olga Danilovová   | Rusko     | Stříbrná medaile | Běh na lyžích (10 km)              |       |
| Zimní olympijské hry 2002 | Larisa Lazutinová | Rusko     | Zlatá medaile    | Běh na lyžích (30 km)              |       |
| Zimní olympijské hry 2002 | Larisa Lazutinová | Rusko     | Stříbrná medaile | Běh na lyžích (15 km)              |       |
| Zimní olympijské hry 2002 | Larisa Lazutinová | Rusko     | Stříbrná medaile | Běh na lyžích (2 × 5 km)           |       |
| Zimní olympijské hry 2002 | Johann Muehlegg   | Španělsko | Zlatá medaile    | Běh na lyžích (50 km)              |       |
| Zimní olympijské hry 2002 | Johann Muehlegg   | Španělsko | Zlatá medaile    | Běh na lyžích (30 km volný způsob) |       |
| Zimní olympijské hry 2002 | Johann Muehlegg   | Španělsko | Zlatá medaile    | Běh na lyžích (10 km)              |       |
| Zimní olympijské hry 2006 | Olga Medvedcevová | Rusko     | Stříbrná medaile | Biatlon                            |       |